# Parco nazionale Quttinirpaaq
Il parco nazionale di Quttinirpaaq è il secondo parco nazionale più esteso del Canada, con un'area di 37.775 km². Si trova sull'isola di Ellesmere, nel territorio di Nunavut. 
Si tratta di uno sconfinato e incontaminato deserto polare con scarsissime precipitazioni annue.
È stato creato nel 1988 con il benestare delle popolazioni indiane del Canada Artico.
A nord il paesaggio è caratterizzato da ghiacciai di oltre 900 m che ricoprono le montagne, di cui il monte Barbeau è il più alto, il litorale è un susseguirsi di valli e fiordi, mentre a sud del parco si trova il lago Hazen dove si concentra la maggior parte della fauna.
La fauna terrestre comprende tra i mammiferi l'orso polare, il lupo e il bue muschiato mentre le acque costiere aperte danno rifugio a trichechi, foche barbate e narvali.